# Mario Cavallaro (1951)
Mario Cavallaro (Messina, 19 luglio 1951) è un politico italiano.
Senatore della Repubblica nella XIV Legislatura e deputato nella XVI Legislatura.

## Biografia
Nato in Sicilia, vive nelle Marche. 
Cresciuto a Camerino, si è formato nelle scuole locali, nell'Azione Cattolica e nel movimento giovanile della Democrazia Cristiana. Laureato in legge con 110 e lode, si è specializzato in Diritto romano nelle Università di Camerino, di Salisburgo e di Linz. 
Ha fondato, e poi presieduto, la Camera Penale di Camerino..
Ha ricoperto il ruolo di presidente dell'ERSU di Camerino e presidente dell'Associazione Italiana degli Enti per il Diritto allo Studio; è stato Sindaco di Gagliole e di Castelraimondo; consigliere della Provincia di Macerata e della Comunità montana; amministratore della USL di San Severino Marche e del Teatro Sferisterio di Macerata.
Alle elezioni politiche del 2001 viene eletto al Senato della Repubblica per La Margherita nella Circoscrizione Marche.
Nel 2007 viene eletto coordinatore del Partito Democratico per la provincia di Macerata.
Alle elezioni politiche del 2008 viene eletto alla Camera dei deputati nella lista del Partito Democratico nella Circoscrizione Marche.
Il 18 settembre 2013 viene eletto, dal Senato della Repubblica Italiana, membro del Consiglio di presidenza della giustizia tributaria, divenendone presidente nel gennaio 2014.